# 映画のジャンル
映画のジャンル（えいがのジャンル）とは、広義には、映画を構成する諸要素（主題、題材、ストーリーテリング、スタイル、登場人物など）の共通の特徴を基準に、映画をマスメディアと大衆が通俗的に分類したものである。
狭義には「ジャンル映画」と呼ばれる、種々分類された典型的な娯楽映画を指す。

## 定義
映画の関連書籍には、ジャンルを分ける考え方があるが、一方で映画の特徴的な要素にはモードと呼ばれる様式が存在する。ミレニアム以降、前者が歴史的、文化的に属するグループがそれぞれに分かれるものに対し、「モード」は、例えば映画の要素としてのメロドラマをモードとして捉えると、より広い歴史的、文化的分野にわたってメロドラマは機能しており、映画を構成しながら、観客の感性に訴えるより大きなパターンを指す可能性があるとされる。今日では便宜的に両者は補完的な役割を果たす流れで語られている。
便宜上、その作品の中の特徴的な要素を恣意的に取り出して分類しているだけである。だから、分類方法も基準も選者によって、違ってくることも多い。また、特定のジャンルのみに固定できる映画ばかりでもない。公開時（放送、リリース時）のセールスの仕方に従っているのが通例である。
インターネット・ムービー・データベースは、映画のジャンルを23の基本的ジャンルに分類している。アクション映画、冒険映画、アニメーション映画、伝記映画、コメディ映画、犯罪映画、ドキュメンタリー映画、ドラマ映画、ファミリー映画、ファンタジー映画、フィルムノワール、歴史映画、ホラー映画、音楽、ミュージカル映画、ミステリー映画、ロマンス、SF映画、短編映画、スポーツ、スリラー映画、戦争映画、西部劇である。

## 内容別
- アクション映画
  - カーアクション映画
  - カラテ映画
  - カンフー映画
  - ギャング映画
  - 犯罪映画
    - ケイパー映画

  - 冒険映画
  - ポリスアクション映画
  - ミリタリーアクション映画
  - スパイアクション映画
  - ヤクザ映画
- SF映画
  - スペース・オペラ
  - 怪獣映画
- コメディ映画
  - スラップスティック・コメディ映画
  - ロマンティック・コメディ
    - スクリューボール・コメディ
- サスペンス映画
  - サイコサスペンス
- 時代劇
- 児童映画
- スリラー映画
  - ミステリー映画
  - ホラー映画
    - スプラッター映画
    - サイコ・ホラー
    - オカルト映画
    - モンスター映画

  - ヴィジランテ映画（自警団もの）
- 探偵映画
- スペクタクル映画
  - 歴史映画
  - 戦争映画
- スポーツ映画
  - ボクシング映画
  - サッカー映画
  - 野球映画
- 青春映画
- ノスタルジー映画
- 西部劇
  - マカロニ・ウェスタン
  - 和製ウェスタン
- パニック映画
  - 災害映画
- ファミリー映画
  - ファンタジー映画
  - 動物映画
  - 文芸映画
- プロパガンダ映画
- 音楽映画
  - ミュージカル映画
- 恋愛映画
- 連続活劇
- 剣戟映画
- ロードムービー
- バディムービー
- 成人映画
  - ポルノ映画
- レズビアン・ゲイ映画
  - アダルトビデオ
  - ゲイビデオ
  - レズビデオ

## 形式・様式別
- サイレント映画
- 白黒映画
- テクニカラー映画
- トーキー映画
- 特撮映画
- 3-D映画
- 短編映画
- 長編映画

## その他
- アート・フィルム(アート映画)
- ポップコーンムービー（娯楽映画）
- 親子映画
- カルト映画
- モンド映画
- 教育映画
- 宣伝映画
- 実験映画
- B級映画
- 風刺映画
- 社会派映画
- ミッドナイトムービー
- エクスプロイテーション映画
- テレビ映画
- オリジナルビデオ

## 劇映画ではないもの
- ドキュメンタリー映画
- ニュース映画
- 記録映画
- 科学映画

## 撮影技法別
- セルアニメ
- クレイアニメ
- コンピュータグラフィックス